# Hyastenus fraterculus
Hyastenus fraterculus is een krabbensoort uit de familie van de Epialtidae. De wetenschappelijke naam van de soort is voor het eerst geldig gepubliceerd in 1916 door Rathbun.